# Ayb
Cette page contient des caractères spéciaux ou non latins. S’ils s’affichent mal (▯, ?, etc.), consultez la page d’aide Unicode.
Pour les articles homonymes, voir Ayb (homonymie).
Ayb (arménien oriental) ou ayp (arménien occidental), այբ en arménien, est la 1re lettre de l'alphabet arménien.

## Linguistique
Ayb est utilisé pour représenter le son d'une voyelle basse postérieure non arrondie (transcrite par [ɑ] dans l'API).

## Représentation informatique
- Unicode[1] :
  - Capitale Ա : U+0531
  - Minuscule ա : U+0561